# Armée royale française
L'Armée royale française ("Esercito reale francese") fu l'esercito francese dal 1652 al 1792 e della Restaurazione sotto i Borbone dal 1815 al 1830 quando Carlo X venne rovesciato dalla rivoluzione di luglio.

## Storia

### Luigi XIV

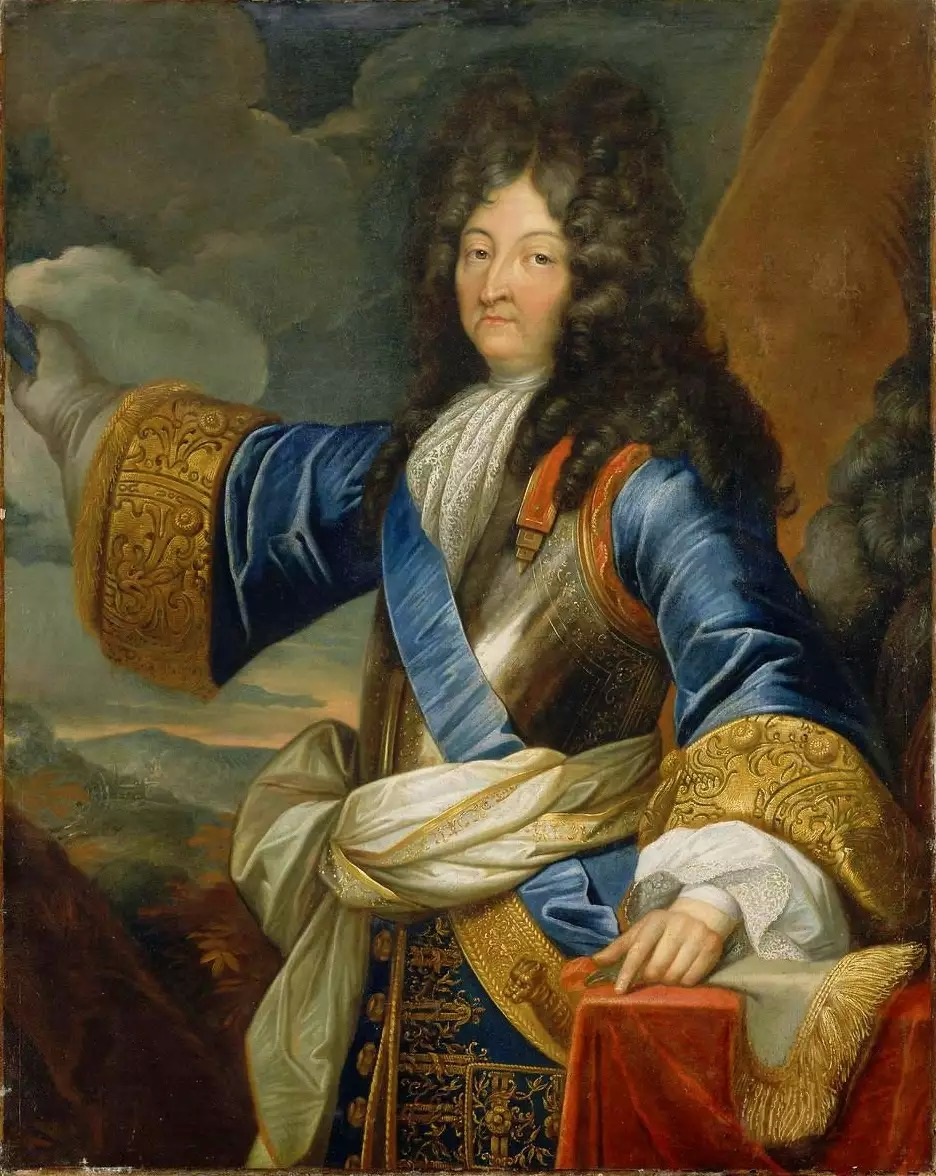
Luigi XIV

#### Formazione di un esercito permanente
Quando Luigi XIV salì al trono nel 1661 ereditò una grande forza scarsamente organizzata di circa 70.000 uomini. Come gli altri eserciti europei dell'epoca era composto da mercenari, unità di guardia, milizie locali e soldati arruolati solo per campagne specifiche e per poi essere sciolto. L'organizzazione militare era carente, la coesione era scarsa, la formazione militare e l'equipaggiamento militare erano spesso insufficienti.
L'esercito venne riformato dai segretari di Guerra Michael Le Tellier e suo figlio il marchese di Louvois come una forza disciplinata e professionale con un'innovazione militare, ovvero i reggimenti, che divennero permanenti sotto il controllo centrale. Le armi, la promozione, l'addestramento, le uniformi e la struttura militare vennero toccati dalla riforma e l'esercito fu quasi raddoppiato in dimensioni e l'esempio francese venne imitato in tutta Europa ed era considerato il più grande esercito d'Europa e uno dei più potenti del mondo.

#### Operazioni militari
Quando il padre di Luigi, Luigi XIII morì, Anna d'Austria, la regina, divenne reggente. Lei e il suo primo ministro, il cardinale Mazzarino, ordinarono l'arresto di alcuni oppositori, procurandosi l'inimicizia di molti nobili e cittadini. Quando si concluse la sanguinosa guerra dei trent'anni in Europa, in cui la Francia si era schierata con i paesi protestanti contro gli Asburgo, scoppiò la Fronda e il cardinale fu costretto a fuggire.
Quando Luigi XIV divenne maggiorenne nel 1652, le rivolte cessarono e Mazzarino ritornò dall'esilio venendo nominato primo ministro per la seconda volta. Il leader della fazione anti-mazariniana, il principe di Condé, fuggì in Spagna, che ben presto, con i realisti britannici, dichiarò guerra alla Francia e al suo alleato, il Commonwealth d'Inghilterra di Oliver Cromwell. Al comando del maresciallo Turenne, l'esercito anglo-francese sconfisse quello spagnolo nelle Fiandre, parte delle quali erano di loro proprietà.
Nel 1660, Luigi sposò la principessa spagnola Maria Teresa d'Asburgo. Nel 1667 tentò di conquistare i Paesi Bassi spagnoli, sostenendo che fossero un'eredità di Filippo IV di Spagna iniziando un altro conflitto contro la Spagna conosciuta come la guerra di devoluzione. Turenne e Conde, che venne perdonato e poté tornare in Francia, vennero sottoposti al comando dell'esercito francese. Le loro forze conquistarono gran parte dell'attuale Belgio, ma sotto la pressione della Triplice Alleanza, Luigi restituì tutte le conquiste francesi nel Trattato di Aquisgrana del 1668 tranne undici città e le aree circostanti. Lille, Armentières, Bergues e Douai furono essenziali per rafforzare il confine settentrionale della Francia. Tournai, Oudenarde. Courtrai, Veurne, Binche, Charleroi e Ath vennero mantenute per facilitare future offensive, come nella guerra d'Olanda del 1672.
Dal 1672 al 1678, la Francia con la Marine royale combatté contro la Repubblica delle Sette Province Unite con l'Inghilterra e la Royal Navy come alleata fino al 1674. La guerra iniziò nel maggio 1672 quando i Paesi Bassi vennero invasi con parte del territorio conquistato, un evento chiamato het Rampjaar (Anno del disastro). Alla fine di luglio, il fronte si stabilizzò, grazie all'imperatore Leopoldo I d'Asburgo, al Brandeburgo-Prussia e alla Spagna; questo fu formalizzato nel Trattato dell'Aia del 1673, la Danimarca-Norvegia si unì alla guerra nel gennaio 1674. Ma dopo la sconfitta e il ritiro inglese dalla guerra, gli eserciti francesi dal 1674 al 1678, con la Svezia rimasta l'unico alleato della Francia, riuscirono ad avanzare nei Paesi Bassi spagnoli e lungo il Reno, sconfiggendo frequentemente le forze nemiche scarsamente coordinate. Alla fine gli alti costi finanziari per sostenere la guerra, con l'imminente rientro dell'Inghilterra nel conflitto con gli olandesi e i loro alleati, convinsero Luigi a trattare con i nemici nonostante la sua vantaggiosa posizione militare. Il conseguente Trattato di Nimega lasciò intatta l'Olanda e la Francia generosamente ricompensata con alcune conquiste mantenute a danno degli spagnoli.
Il famoso ingegnere Vauban progettò tante fortificazioni alla moderna durante il regno del Re Sole e supervisionò la costruzione e il miglioramento delle fortezze nelle Fiandre e in altre parti del Regno.
Nel 1688 Giacomo II d'Inghilterra, venne detronizzato e Guglielmo III d'Orange, vecchio nemico di Luigi, si impadronì del trono. Giacomo fuggì in Francia, che utilizzò come base per un'invasione dell'Irlanda nel 1690. Dopo che Giacomo II andò in esilio a Parigi e il Sacco del Palatinato, scoppiò la guerra dei nove anni nel 1689 che mise la Francia contro la Grande Alleanza.

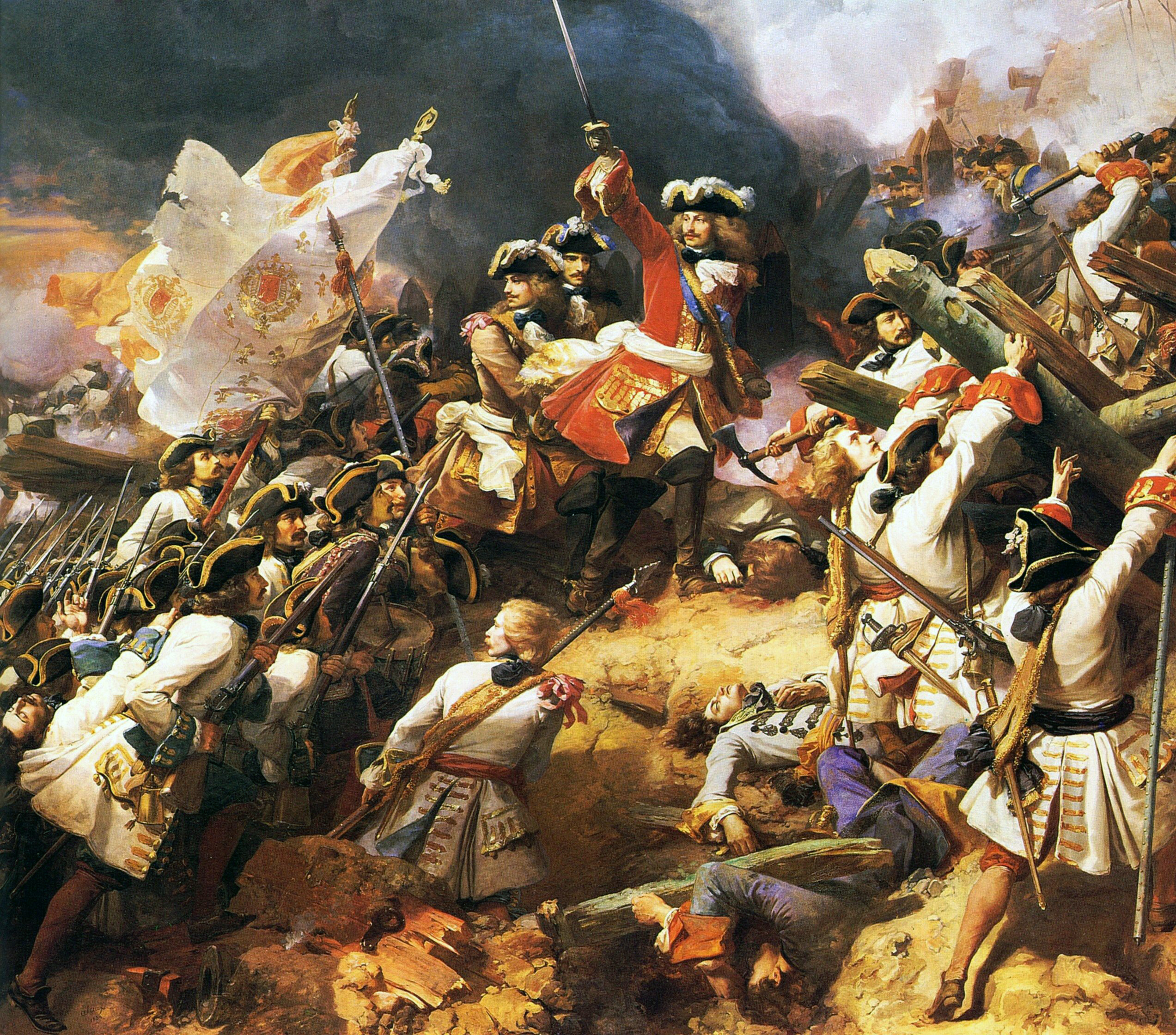
Il duca di Villars comanda l'esercito alla battaglia di Denain

La guerra terminò senza grosse perdite territoriali per i francesi, e i paesi della Grande Alleanza entrarono di nuovo in guerra nel 1701 con la Guerra di successione spagnola. Dopo i primi successi francesi a Friedlingen e Hochstadt, gli eserciti nemici sotto il duca di Marlborough e il principe Eugenio di Savoia inflissero importanti sconfitte alle truppe francesi a Blenheim, Ramilliese e Oudenarde. In Spagna, le forze spagnole persero Gibilterra. Dopo la disastrosa battaglia di Malplaquet nel 1709, la reputazione del duca crollò completamente e, dopo delle dicerie alla corte britannica, venne destituito e sollevato dal comando. La Francia riguadagnò prestigio con i marescialli Villars e Vendème, ma nonostante una grande vittoria a Denain nel 1712, le forze francesi non riuscirono ad avanzare e la guerra terminò nel 1714 con il trattato di Utrecht nel quale i francesi cedettero solamente pochi territori.

### Luigi XV
Luigi XV fu l'unico erede di Luigi XIV ancora vivo quando il re morì nel 1715. Il suo regno fu più pacifico di quello del precedente sovrano anche se si verificarono tre guerre importanti che furono la guerra di successione polacca del 1733, quella austriaca, e la guerra dei sette anni. La guerra di successione austriaca iniziò quando Maria Teresa d'Austria fu incoronata imperatrice del Sacro Romano Impero nel 1740. Suo padre l'aveva nominata sua erede in quanto era destinata ad essere il suo successore e la maggior parte dei paesi europei accettarono di rispettare i suoi desideri. Tuttavia il nuovo re della Prussia, Federico II, ignorò la Prammatica Sanzione e annesse terre dell'Impero.

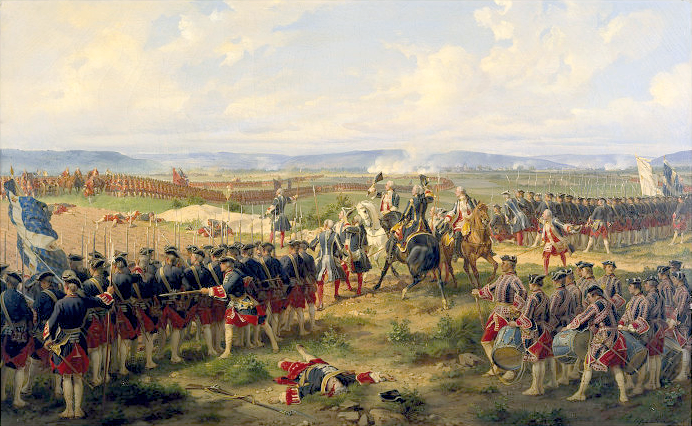
L'esercito francese a Fontenoy. In primo piano sono raffigurate le Gardes françaises.

La Gran Bretagna si allineò con Maria Teresa, mentre Luigi XV forgiò un'alleanza con Federico. Luigi fornì supporto militare sotto forma di distaccamenti nella Brigata Irlandese armata dalla Francia, a sostegno di Carlo Edoardo Stuart durante l'insurrezione giacobita del 1745. I nemici inizialmente sconfissero i francesi nella battaglia di Dettingen nel 1743, ma ebbe poco effetto sulla guerra. Una serie di vittorie francesi (tra cui il grande trionfo del maresciallo de Saxe a Fontenoy nel 1745) rese possibile la conquista francese di gran parte dei Paesi Bassi austriaci; tuttavia, questo territorio venne restituito all'Austria alla fine della guerra.
La situazione dopo la guerra era generalmente la stessa di prima, ma pose le basi per la guerra dei sette anni, scoppiata nel 1756, quando la Prussia e l'Austria tornarono in guerra, questa volta con l'Austria come alleata, mentre la Gran Bretagna e la Prussia rimasero nemici della Francia. Le forze francesi vennero sconfitte nella battaglia di Roßbach. Contemporaneamente ai combattimenti nel teatro europeo, i francesi, assieme agli indiani attaccarono gli insediamenti inglesi in Nord America dando inizio alla guerra franco-indiana, che avvenne nel Nord America. Tuttavia, nel 1759, gli inglesi in America passarono all'offensiva e catturarono Quebec, la capitale della Nuova Francia.
I combattimenti avvennero anche nel subcontinente indiano. Durante la guerra di successione austriaca, vennero conquistati diverse zone in India, che vennero occupate dai britannici nel 1756. La guerra dei sette anni fu persa dai francesi, che cedettero tutte le loro colonie americane col Trattato di Parigi del 1763.

### Luigi XVI

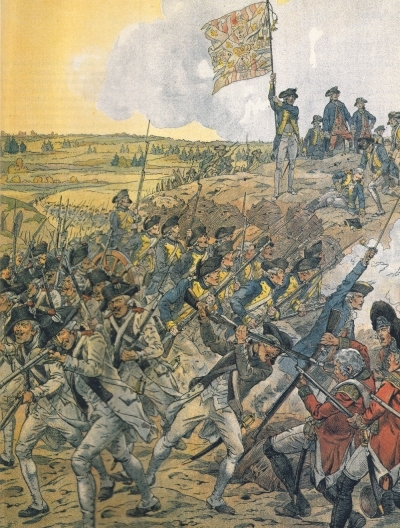
I francesi assaltano l'esercito britannico a Yorktown.

Quando le Tredici colonie si ribellarono nel 1775, la Francia inizialmente si limitò a supportare i rivoluzionari, ma dopo la vittoria americana nella battaglia di Saratoga del 1777 Luigi XVI autorizzò una forza di spedizione del conte di Rochambeau a salpare per l'America che partecipò alla battaglia di Yorktown nel 1781, che diede alle colonie l'indipendenza desiderata.
Nel 1780, l'equilibrio politico in Francia venne alterato. L'aristocrazia fu disprezzata sempre di più dai cittadini del Terzo Stato che affrontarono la carestia nell'inverno del 1788-89 e non godevano di libertà politiche. All'inizio del suo regno Luigi aveva ceduto alle pressioni della nobiltà che costituiva il Secondo Stato e aveva vietato la promozione a ufficiale dei soldati provenienti dai ranghi inferiori dell'esercito. Gli ufficiali non in servizio non potevano più aspirare ai ranghi più alti, ma la disciplina e l'addestramento dei reggimenti ricadevano ancora sulle loro spalle. Alcuni corpi quasi interamente costituiti da ufficiali aristocratici godevano ancora di grande fama, anche se molti ufficiali spesso trascuravano le loro responsabilità, trascorrendo più periodi di congedo come cortigiani nel palazzo di Versailles o nelle loro proprietà di campagna.
Molti soldati simpatizzarono con le masse alle quali si ispirarono e i disertori crebbero nel 1789. La maggior parte delle Gardes Francaises, il più grande reggimento della Maison militaire du roi de France e la guarnigione di Parigi rifiutarono di obbedire ai loro ufficiali nelle prime fasi della Rivoluzione francese. Alcune Gardes si unirono alla mafia parigina il 14 luglio 1789 e parteciparono alla presa della Bastiglia, la fortezza simbolo della repressione governativa.
I poteri di re Luigi erano regolati dall'Assemblea nazionale costituente, che creò la Guardia nazionale, che doveva controbilanciare l'esercito reale, che venne indebolito dal ritiro di molti ufficiali aristocratici. Di fronte alla creazione del Club dei Giacobini, alla perdita di disciplina, dei privilegi degli ufficiali come nobili e alla sfiducia politica, l'esercito non ebbe la forza per resistere ai cambiamenti che seguirono la Rivoluzione e cominciò a sciogliersi dopo il giugno 1791 e venne completamente riorganizzato fino al 1792.

### Ultimi anni
Quando gli eserciti della Sesta coalizione invasero la Francia nel 1814, Napoleone, il cui impero era esteso fino ai confini di Mosca abdicò. Luigi XVIII divenne sovrano del restaurato Regno di Francia. L'esercito, a eccezione della ricostituzione di diversi reggimenti della Maison militaire du roi, rimase uguale a quello di dieci anni prima. Tuttavia, quando Napoleone tornò dall'esilio nel 1815, l'esercito disertò passando dalla sua parte e Luigi fuggì. Ma l'ex Imperatore dei francesi venne nuovamente sconfitto dalla Settima coalizione a Waterloo e Luigi XVIII si riprese definitivamente il trono. Dopo essersi reso conto che l'esercito non era fedele alla Restaurazione venne sciolto. Al suo posto vennero create delle legioni dipartimentali senza legami con lo stato rivoluzionario dopo il 1792. Vennero nominati ufficiali aristocratici per l'esercito riformato, che vide la propria coesione decadere, come nel 1789. Nel 1823, una forza di spedizione francese invase la Spagna per sostenere il re Ferdinando VII di Spagna minacciato da una rivolta liberale. Nel 1830, il fratello di Luigi XVIII, Carlo X di Francia, che regnava dal 1824 venne spodestato nella rivoluzione di luglio e il cugino del re, il duca di Orléans fu insediato come Luigi Filippo di Francia in quella che teoricamente era una monarchia costituzionale. L'esercito fece parte della Casa di Orléans fino alla Rivoluzione francese del 1848 quando venne istituita l'effimera Seconda Repubblica.

## Organizzazione

### Uniforme

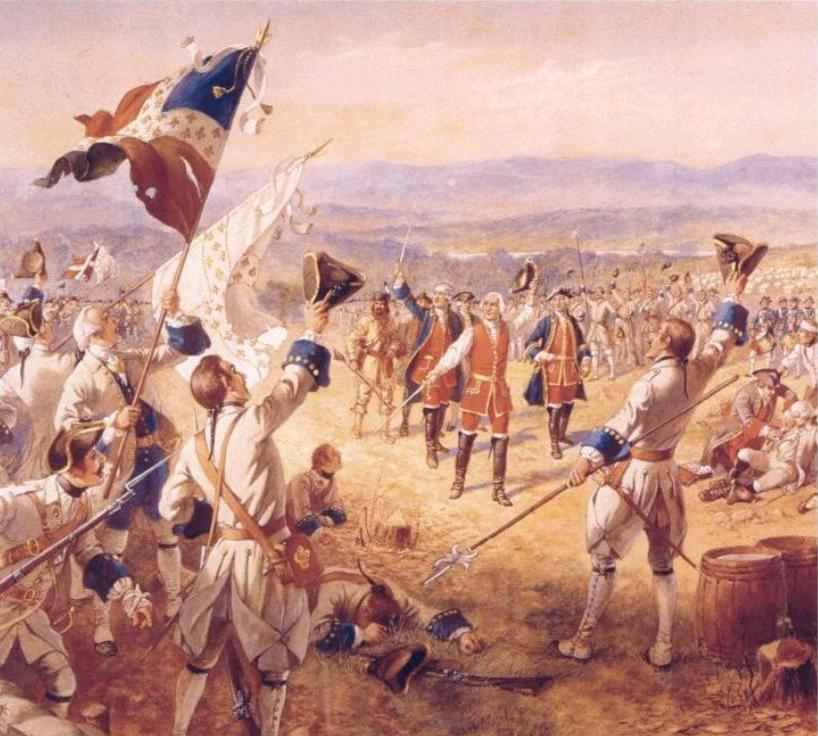
L'esercito francese in uniforme bianca a Fort Carillon nel 1758 nella città di Ticonderoga

Dal 1652 al 1685, i soldati francesi non indossarono un'uniforme specifica. La prima uniforme per l'esercito reale fu progettata nel 1685.
I reggimenti della Maison du Roi adottarono l'uniforme nel 1660 sostituendo i talari indossati in precedenza. L'abbigliamento delle Gardes françaises consisteva di uniformi grigie e rosse con ricami d'argento dopo il 1661, quello della fanteria di linea era scelto dai colonnelli, e variava a seconda del reggimento, solo a partire dal 1670 venne standardizzato. La cavalleria solitamente indossava cappotti e calzoni in pelle lucida fino a quando tutte le unità vennero dotate di un'uniforme blu-grigia nel novembre 1671, ma nel 1680 i dragoni indossavano cappotti con una vasta gamma di colori, mentre l'uniforme delle guardie era blu e quello dei mercenari svizzeri rosso. Ad ogni modo nel 1690, durante la guerra della Grande Alleanza, ogni reggimento aveva un'uniforme. 88 reggimenti sui 102 disponibili indossavano uniformi grigio-rosse. Il primo regolamento che descrisse le uniformi comparve nel 1704. La maggior parte dei granatieri indossava un tricorno anziché un mitra o un berrettone, che comparvero solo dopo il 1770.
Nel XVIII secolo l'abbigliamento dei reggimenti di fanteria venne modificato; i mercenari svizzeri mantennero il cappotto rosso, mentre la cavalleria indossava un'uniforme spesso verde o blu, molto raramente rossa. Il passaggio dalle uniformi bianche, tradizionalmente associate alla fanteria di linea dell'esercito reale, a quelle blu avvenne nel 1793 dopo la cacciata dei Borbone, anche se vennero reintrodotte dopo la Restaurazione e modificate con un aspetto più moderno, con i pantaloni al posto dei calzoni, sciaccò più alti e i gigli. I cappotti blu vennero introdotti nel 1819.

### Armamento
Come la maggior parte degli eserciti europei nel XVII e nel XVIII secolo, l'esercito francese era equipaggiato principalmente con moschetti, ma i fucili divennero in breve tempo l'arma da fuoco più diffusa. Durante il regno del Re Sole vennero usate le picche assieme alle altre armi menzionate sopra.

### Reclutamento
La maggior parte dell'esercito in tempo di pace era costituita da volontari, che venivano selezionati casualmente da ogni provincia, più precisamente da una regione, fino a quando non si raggiungeva un rango di un determinato reggimento. Il servizio militare potevano essere allungato se i soldati non erano sufficientemente addestrati. La coscrizione si applicava generalmente quando scoppiava la guerra costituendo delle milizie.

## Mercenari

Massacro delle guardie svizzere

Nel XVII e nel XVIII secolo i mercenari svizzeri vennero impiegati nell'esercito francese, in particolare nelle Guardie svizzere. Durante la rivolta del 10 agosto del 1792 i sostenitori della Rivoluzione francese, compresi i membri della Guardia nazionale non realisti, marciarono verso il Palazzo delle Tuileries. Luigi XVI fuggì con la sua famiglia, mentre le guardie vennero trucidate dalla folla. Alcune di loro, compreso il comandante, furono catturate, imprigionate e infine ghigliottinate.